# Josef Horák (poslanec Českého zemského sněmu)
Josef Horák (19. června 1850 Horky – ???) byl rakouský a český statkář, vydavatel a politik, na konci 19. století poslanec Českého zemského sněmu.

## Biografie
Vystudoval reálku Kutné Hoře. Profesně působil jako statkář a nájemce dvora Šumbor v Čáslavi. V Čáslavi rovněž vydával regionální noviny Čáslavské listy a Pravda. Byl členem vedení Ústřední hospodářské společnosti v Království českém a vedení Hypoteční banky. Od roku 1899 působil jako soukromník. Byl předsedou hasičského a ochotnického spolku. V roce 1893 vedl korespondenci s Tomášem Masarykem.
Koncem 80. let 19. století se zapojil i do zemské politiky. Ve volbách v roce 1889 byl zvolen v kurii venkovských obcí (volební obvod Poděbrady, Městec Králové) do Českého zemského sněmu. Politicky patřil k mladočeské straně. Mandát zde obhájil i ve volbách v roce 1895.